# Ihsahn
Vegard Sverre Tveitan, bedre kendt under navnet Ihsahn, er en norsk sanger, sangskriver og multiinstrumentalist. Han er bedst kendt for sit arbejde med black metal-bandet Emperor. Han har også spillet i Thou Shalt Suffer samt i Peccatum og Hardingrock med sin kone Ihriel (Heidi Solberg Tveitan), og udgiver nu musik under sit eget navn. På hans tidligste udgivelser gik han under navnet Ygg. Ihsahn bruger instrumenter fra Ibanez og Line 6.

## Diskografi
- 2006: The Adversary
- 2008: angL
- 2010: After
- 2012: Eremita
- 2013: Das Seelenbrechen
- 2016: Arktis
- 2018: Àmr
- 2020: Telemark (EP)
- 2020: Pharos (EP)
- 2024: Ihsahn

### MedThou Shalt Suffer
- 1991: Into the Woods of Belial (demo)
- 1991: Open the Mysteries of Your Creation (demo)
- 1997: Into the Woods of Belial (opsamlingsalbum)
- 2000: Somnium

### MedEmperor
- 1992: Wrath of the Tyrant (demo)
- 1993: Emperor (ep)
- 1993: Emperor / Hordanes Land (split med Enslaved)
- 1994: In the Nightside Eclipse
- 1994: As the Shadows Rise (ep)
- 1996: Reverence (ep)
- 1997: Anthems to the Welkin at Dusk
- 1998: Emperor / Wrath of the Tyrant (opsamlingsalbum)
- 1999: Thorns vs. Emperor (split med Thorns)
- 1999: IX Equilibrium
- 2000: Emperial Live Ceremony (livealbum)
- 2000: True Kings of Norway (med Ancient, Arcturus, Dimmu Borgir og Immortal)
- 2001: Emperial Vinyl Presentation (bokssæt)
- 2001: Prometheus: The Discipline of Fire & Demise
- 2003: Scattered Ashes: A Decade of Emperial Wrath (opsamlingsalbum)
- 2009: Live Inferno (livealbum)

### MedPeccatum
- 1999: Strangling from Within
- 2000: Oh, My Regrets (ep)
- 2001: Amor Fati
- 2004: Lost in Reverie
- 2005: The Moribund People (ep)

### MedHardingrock
- 2007: Grimen

### Gæsteoptrædener og som sessionsmusiker
- 1993: Ildjarn – Ildjarn (vokal)
- 1995: Ildjarn – Det Frysende Nordariket (vokal på spor fra Ildjarn-demoen)
- 1995: Wongraven – Fjelltronen (synthesizer)
- 1995: Zyklon-B – Blood Must Be Shed (synthesizer og guitar)
- 1998: Ulver – Themes from William Blake's The Marriage of Heaven and Hell (vokal på "A Song of Liberty")
- 2002: Arcturus – The Sham Mirrors (vokal på "Radical Cut")
- 2002: Star of Ash – Iter.Viator (flere roller deriblandt guitar og bas)
- 2011: Devin Townsend Project – Deconstruction (støttevokal på spor 3)
- 2013: Leprous - Coal (støttevokal på "Contaminate Me")